# Henry Viáfara
Henry Viáfara (Puerto Tejada, 20 aprile 1953) è un ex calciatore colombiano, di ruolo difensore.

## Carriera

### Club
Ha sempre giocato nel campionato colombiano.

### Nazionale
Ha collezionato 9 presenze con la maglia della Nazionale.